# کوکتاش (شهرستان لیلک)
کوکتاش (به لاتین: Kök-Tash) یک منطقهٔ مسکونی در قرقیزستان است که در شهرستان لیلک واقع شده‌است. کوکتاش ۳٬۱۸۷ نفر جمعیت دارد.